# Алферьев, Роман Васильевич
Роман Васильевич Алферьев  (Олферьев-Безнин; около 1535 — 1589/1590) — русский военный и государственный деятель, сын боярский и голова, затем опричный воевода, печатник (1570), думный дворянин (1572), родственник известного опричника Михаила Андреевича Безнина. Происходил из рода Нащокиных и часто носил двойную фамилию — Алферьев-Нащокин или Безнин-Алферьев.

## Биография
В 1553 году Роман Васильевич Алферьев — стрелецкий голова, участвовавший в карательном походе русского войска из Казани на «луговую сторону» и «арские места» в Казанском крае.
В 1558 году — «пристав» у черкесских князей при служилых татарах во время одного из ливонских походов русской рати.
В 1560 году — голова в большом полку во время похода русского войска под командованием князя Ивана Фёдоровича Мстиславского на Феллин. После взятия Феллина Роман Васильевич Алферьев был оставлен четвёртым воеводой в крепости. В 1562 году был нзаначен вторым воеводой в Невеле, откуда по царскому указу 28 сентября 1562 года был отправлен в состав русской армии, выступившей под Полоцк, и участвовал во взятии крепости. Во время осады Полоцка Р. В. Алферьев находился на должностях есаула и дозорщика.
Весной 1565 года Роман Васильевич Алферьев назначен четвёртым полковым головой в полку правой руки, стоявшем в Коломне и охранявшем южнорусские границы. В 1568 году — второй воевода передового полка под Вязьмой и Мценском. В том же году участвовал в царском походе против литовцев в Великий Новгород. В 1569 году Роман Алферьев, назначенный вторым воеводой передового полка, «бил челом государю о месте» на князя Осипа Фёдоровича Гвоздева-Ростовского, назначенного первым воеводой передового полка. Царь Иван Грозный поддержал Романа Алферьева и «указал Роману со князь Осипом быть без мест». В том же году был третьим воеводой отряда опричников под Одоевом.
В 1570 году по царскому указу воевода Роман Васильевич Алферьев руководил войском, занятым строительством крепости Толшебора «по Колыванской дороге».
В Разрядной книге 1559—1604 гг. упоминается:

«Того ж году, велел царь и великий князь поделати города по колыванеской дороге и от Шебора; а для береженья были воеводы, как город делали, из земского Иван Хирон Петрович Яковлев, из опричнины околничей и воевода, Василий Иванович Умной Колычов. А город делали воеводы, Роман Алферьев да Дмитрий ШеФеринов Пушкин да Афонасей Новокщенов».
.
В 1572 году Роман Васильевич Алферьев в звании печатника участвовал в походе царя Ивана Грозного в Великий Новгород, откуда планировался поход «на свицкие немцы».
Зимой 1572/1573 года печатник Р. В. Алферьев участвовал в походе русского войска под командованием царя Ивана Грозного на ливонскую крепость Пайде, которая была взята штурмом.
В 1576 году участвовал в царском походе «на берег», против крымского хана Девлет-Гирея. В 1577 году во время похода царя Ивана Грозного на польскую Ливонию Роман Васильевич Алферьев был у знамени.
В 1581 году царь Иван Васильевич Грозный посылал его с князем Дмитрием Петровичем Елецким для заключения Киверовского перемирия с польским королём Стефаном Баторием.
В феврале 1583 года присутствовал во время приёма у царя английского посла. Юрий Петрович Леонтьев «бил челом государю» на Романа Васильевича Алферьева «и государь ево пожаловал, велел в разряде записать, что ему, для Романа, невместно».
После смерти Ивана Грозного и вступления на царский престол его сына Фёдора Иоанновича печатник и думный дворянин Роман Васильевич Алферьев потерял своё прежнее положение при царском дворе.
В июле 1584 года Р. В. Алферьев был назначен на воеводство в Ладогу, вместе с ним был назначен Фёдор Лошаков Колычёв. По царскому указу ладожские воеводы должны были руководить восстановлением крепости. Фёдор Лошаков Колычев «бил челом государю» на Романа Алферьева. Царь Фёдор Иоаннович назначил Фёдора Колычёва первым воеводой в Ладоге, а Романа Алферьева — вторым.
Разрядная книга 1559—1604 годы:

Того ж году, июля в 22 д. бил челом государю, в отечестве о счете, Федор Лошаков Колычов на думнова дворенина и печатника, на Романа АлФерьева, что в прошлом 93-м году, по росписи менши был Романа АлФерева, в городе в Ладоге годовали с окольничим с Иваном Ивановичем Сабуровым.
И царь велел их судить бояром. А, по суду и по счету, Романа АлФерева обинили, а Федора Лошакова Колычова оправили. И царь послал их в Ладогу, города делать; и в наказе велел написать Федора Лошакова Колычова, а Романа АлФерьева после; а тем судом промышлял боярин, князь Иван Петрович Шуйской для Крюка Колычова. А наказ дан Роману да с ним Федору, и грамота в Новгород к бояром послана, что велено делать Лодагу Роману да Федору..
.
В 1586 году Р. В. Алферьев был отозван в Москву, где снова занял при новом правительстве почётное положение, опираясь на авторитет Бориса Годунова, который сам не отличался большой родовитостью и потому покровительствовал людям незнатного происхождения.
Осенью 1589 года Роман Васильевич Алферьев был назначен царским указом вторым воеводой на Переволоке. Первым воеводой стал князь Григорий Осипович Зубок Засекин. Воеводы князь Григорий Засекин, Роман Алферьев и Иван Нащокин были отправлены на Переволоку, где должны были построить крепость Царицын.
Роман Васильевич Алферьев вступил в местнический спор с князем Григорием Осиповичем Засекиным, а последний «бил челом о своем безчестье на Романа Алферьева». Царь Фёдор Иоаннович поручил боярину князю Никите Романовичу Трубецкому и дьяку Сапуну Аврамову решить этот местнический спор. Роман Алферьев был признан виновным и выдан головой князю Григорию Засекину.
В конце 1589 или в 1590 году Роман Васильевич Алферьев, попавший в царскую опалу, скончался в Царицыне.
В Разрядной книге 1559—1604 гг. упоминается:

Того ж дни, искал своего отечества Роман Алферьев Нащокин на князь Григорью Зубке Осипович Засекине.
А князь Григорей Засекин бил челом о своем безчестье на Романа АлФерьева.
И Романа Алферьева государь велел обинить, а князь Григория оправить.
И 97 году, Романа князю Григорью велел государь выдать головою, а судил их боярин, князь Никита Романович Трубецкой да дьяк Сапун Аврамов, а грамоты писаны ко князю Григорию да к Роману Алфереву да к Ивану Нащокину:
От царя и великаго князя Федора Ивановича всеа Руси, воеводе нашему, князю Григорыо Осиповичю Засекину. Велено есмя тебе да Роману Алфереву быть на своей службе, на Переволоке. И нам бил челом на тебя Роман Алферев, в отечестве о счете, что ему менши тебя быть немесно; а ты нам бил челом на Романа Алферева, в своем безчестье, что тебя тем Роман безчестит. И по нашему приказу, Роману суд с тобою был, и по суду бояре приговорили тебя оправить, а Романа АлФерева обинить и выдать Романа тебе головою; а Роману Алфереву не токмо что с тобою, и с мешним в твоем роде, Роману АлФереву быть и на службе, на Переволоки, с тобою в товарыщех. И ты в да Роман АлФерев да Иван Нащокин на нашей службе, на Переволоке, были и нашим делом промышляли, за одне вместе всем, по нашему наказу. Писан на Москве, лета 7097 году, мая в 23 д.: припись у грамоты дьяка Дружины Петелина.
От царя и великаго князя Федора Ивановича всеа Русии, на Переволоку, воеводам нашим, князю Григорыо Осиповичю Засекину, Роману Васильевичю Алфереву да Ивану Афонасьевичю Нащокину. Которые суды отпущены ис Казани, для лесовой возки, с вами, со князем Григорьем и с Иваном, и как дает Бог город и острог зделает, и вы в у себя, на Переволоке, поставили, для тутошних посылок, ис тех судов, сколько пригоже, которы для тутошних дел пригодятся, а лутчие есте суды отослали в Астарахань, на наши обиходы астараханские. А сколько каких судов в Астарахань пошлете, и вы о том в Астарахань отписали, к боярину нашему и к воеводам, ко князю Федору Михайловичу Троекурову с товарищи, да и дьяку к Меному Дюрбеневу, да и к нам бы есте о том отписали ж, сколко каких судов у себя оставите, и что пошлете в Астарахань; чтоб нам про то было ведомо. Писан на Моске, лета 7097 году, июля во 2 д. За приписыо Дружины Петелина.
И в той государеве опале, Романа на Царицыне не стало, 7098-го году.
.

## Семья
Сын — воевода Семён Романович Алферьев.
Жена — сестра Совина Петра Григорьевича Меньшого Акилина.